# Luke Jermay
Luke Jermay (* 7. März 1985 in Basildon, Essex, England) ist ein englischer Zauberkünstler und Mentalist.

## Allgemeines
Luke Jermay beschäftigt sich seit dem 12. Lebensjahr mit Zauberkunst. Vor allem interessierten ihn der Mentalismus und die Geschichte der Zauberkunst. Mit 15 Jahren veröffentlichte er das Buch "7 Deceptions". Das Buch verkaufte sich weltweit gut und bekam durchweg gute Kritik. 2002 trat er auf dem großen Kongress "International Magic Convention" auf. Jermays Eigenschaften sind der Einsatz von Suggestion und Psychologie. Insgesamt war er in mehr als 20 Ländern unterwegs und gab viele Seminare.

## Werke
Insgesamt schrieb Jermay 33 Bücher und Manuskripte über Zauberkunst und Mentalismus. Einige Werke erschienen limitiert. Zusammen mit Theory11 und anderen Herausgebern erschienen auch DVDs. Jermay arbeitete zusammen mit Derren Brown an seiner TV-Show "Mind Control", an "Trick of the Mind", zusammen mit Criss Angel an der Serie Mindfreak und mit Marco Tempest an seiner Serie "The Virtual Magician" aus dem Jahr 2004.